# چاه پیمایی

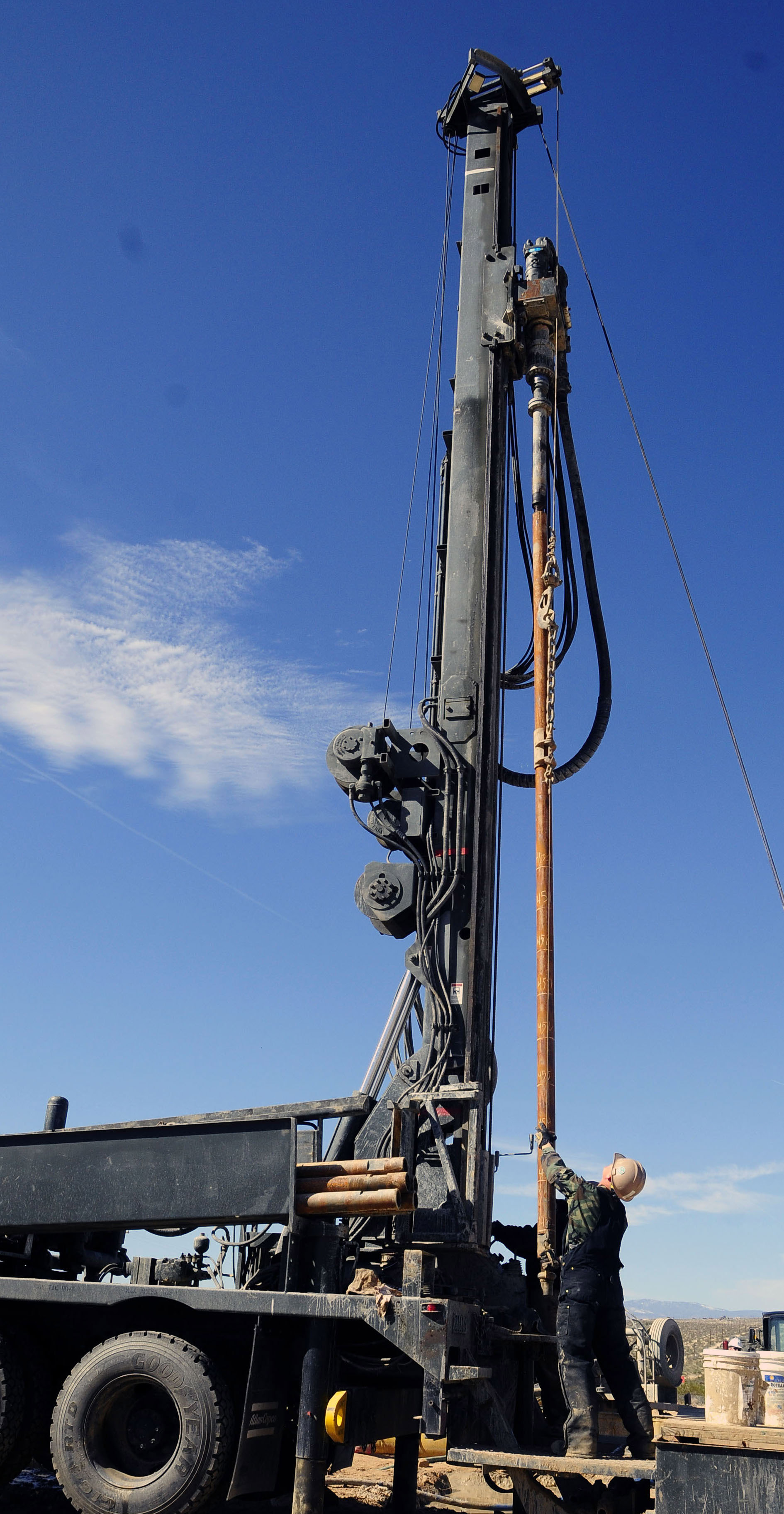
چاه پیمایی

چاه پیمایی (انگلیسی: Well logging) یا لاگینگ چاه، فعالیتی مستمر در راستای دریافت و ذخیره‌سازی اطلاعات تفصیلی از سازندهای زمین‌شناسی، از طریق چاه‌های حفاری شده می‌باشد، که در دوره‌های مختلف از طول حیات یک چاه، شامل مرحله حفاری، سیمان‌کاری، بهره‌برداری و متروکه‌سازی چاه، انجام می‌گیرد.
چاه پیمایی به مجموعه‌ای از روش‌ها اطلاق می‌شود، که با انجام آنها، اطلاعات پیوسته‌ای از خصوصیات مختلف یک مخزن هیدروکربوری به دست می‌آید. در عملیات چاه پیمایی، به کمک روش‌های متفاوت، اطلاعاتی از طبیعت فیزیکی مخزن، شامل؛ خواص مختلف سنگ‌های مخزن و سیالات موجود در آن، به دست می‌آید. این نتایج که لاگ نامیده می‌شوند، در مهندسی مخزن و مهندسی بهره‌برداری مورد استفاده قرار می‌گیرند.
نخستین سیستم چاه پیمایی در سال ۱۹۲۶ توسط برادران شلومبرگر (بنیانگذاران شرکت خدمات نفتی شلمبرژه) طراحی و ساخته شد و در سپتامبر ۱۹۲۷ در چاهی واقع در منطقه آلزاس، فرانسه مورد استفاده قرار گرفت.